# همسایه‌ها
همسایه‌ها رمانی از احمد محمود، نویسندهٔ ایرانی، است. این رمان داستان جوانی به نام خالد را پیش از کودتای ۲۸ مرداد و دوران نهضت ملی‌شدن نفت در شهر اهواز روایت می‌کند. خالد، همچنان که رمان پیش می‌رود از نوجوانی بی‌تجربه به فردی سیاسی تبدیل می‌شود. در این میان عشقش به دختر سیه‌چشم، او را در تنگنایِ انتخابِ میان عشق و وظیفه می‌گذارد و عاقبت سر از زندان درمی‌آورَد.
محمود نگارش این رمان را از ۱۳۴۲ آغاز کرد و آن را در بهار ۱۳۴۵ به پایان رساند. او به دلیل مهیا نبودن شرایط انتشار رمان، بخش‌هایی از آن را در برخی نشریات منتشر کرد. با این‌همه تا سال ۱۳۵۳ موفق به چاپ رمانش نشد. کتاب به‌طور کامل اول‌بار در سال ۱۳۵۳ توسط مؤسسهٔ انتشارات امیرکبیر در تهران چاپ شد و پس از انتشار با اقبال عمومی مواجه شد که البته پس از گرفتار شدن در دستگاه سانسور دولتی و توقیف آن به دلایل سیاسی، تا ۱۳۵۷ اجازهٔ نشر مجدد نیافت. کمی پیش از انقلاب ۱۳۵۷ و به خاطر از بین رفتن سانسور دولتی بار دیگر منتشر شد و تا ۱۳۶۰ بارها توسط انتشارات امیرکبیر و ناشران غیرمجاز تجدید چاپ شد. پس از آن، به دلیل وجود تصاویر و صحنه‌های جنسی، مستهجن تشخیص داده و دوباره توقیف شد. این کتاب یکی از پرتیراژترین رمان‌ها به زبان فارسی است.
همسایه‌ها رمانی است در گونهٔ ادبیات واقع‌گرایانهٔ اجتماعی، که به‌عنوان اولین رمان نویسنده به‌سرعت او را وارد دنیای جدی و حرفه‌ای ادبیات زمانهٔ خود کرد و برخی آن را یکی از بهترین رمان‌های فارسی و از بهترین آثار محمود می‌دانند. محمود با استفاده از تکنیک‌هایی مانند «نقل حادثه در لحظهٔ وقوع»، «مونتاژ» و به تبع آن «توهم زمانی»، مشخصات کلاسیک رئالیسم را پشت‌سر می‌گذارد. محمود در همسایه‌ها با اینکه به زندگی طبقات فرودست اجتماع پرداخته و از رنج آن‌ها می‌گوید اما در ایدئولوژی خود و جانبداری از این طبقات، معتدل بوده و بازتاب دقیق حوادث را بر آنچه هوادار آن بوده، ترجیح داده‌است. او همچنین خرافه‌پرستی و اختلاف طبقاتی را نقد کرده و از زندگی خود و تجربیاتش برای بازسازی و بازنمایی فضای پررنج و دشوار مردمان داستان و همین‌طور گرایش‌های سیاسی آن‌ها بهره برده‌است. این رمان تاکنون از منظرهای روان‌کاوانه، مارکسیستی، جامعه‌شناختی، تطبیقی و پسااستعماری بررسی شده‌است. همسایه‌ها به زبان‌های کردی سورانی، عربی، روسی، آلمانی و انگلیسی ترجمه شده‌است.

## نویسنده

احمد محمود در دههٔ ۱۳۴۰

احمد محمود (۱۳۸۱–۱۳۱۰) در اهواز و از پدر و مادری دزفولی به دنیا آمد. او اوایل دههٔ ۱۹۵۰ میلادی (۱۳۲۹) عضو شاخهٔ جوانان حزب توده شد. در بیست و دو سالگی و پس از کودتای ۲۸ مرداد ۱۳۳۲، به دلیل فعالیت‌های سیاسی دستگیر شد و شش ماه در اهواز زندانی بود. پس از آزادی به دانشکدهٔ افسری (دوره احتیاط) رفت تا پس از گذراندن دوره‌ای شش‌ماهه با درجهٔ ستوان‌سومی به خدمت نظام اعزام شود. او در پایان این دوره به همراه بسیاری از افسران عضو حزب توده دستگیر و زندانی شد.
وی پس از زندان به بندر لنگه تبعید شد و سه سال را در آن‌جا گذراند. محمود در شهرهای مختلفی از جمله تهران، شیراز، جهرم، لار و بندر لنگه زندانی و در تبعید بوده‌است. او در بازداشتگاه لشکر دوم زرهی تهران شاهد زندانی شدن و محاکمه یاران مصدق از جمله حسین فاطمی و اعدام برخی از افسران حزب توده (گروه اول) و اعدام مرتضی کیوان بوده‌است. محمود مجموعاً پنج سال در زندان و تبعید بود که تا سال ۱۳۳۶ به طول انجامید. تجربیات این دوران ازجمله مشکلاتش در یافتن شغل دولتی به علت سابقهٔ زندان، اشتغال او به انواع مشاغل آزاد و شناختش از شهر محل سکونتش اهواز، در بسیاری از آثار محمود ازجمله همسایه‌ها، منعکس شده‌است.
از احمد محمود، پیش از نوشتن همسایه‌ها، مجموعه‌داستان‌های مول، دریا هنوز آرام است و بیهودگی منتشر شده بود؛ مول را در ۱۳۳۶ با هزینهٔ شخصی منتشر کرد، دریا هنوز آرام است را در ۱۳۳۹ انتشارات گوتنبرگ در تیراژی وسیع منتشر کرد و بیهودگی هم در ۱۳۴۱ و با هزینهٔ شخصی او منتشر شد. او نوشتن همسایه‌ها را در ۳۲ سالگی آغاز کرد و آن را در ۳۵ سالگی به پایان رساند.

## زمینهٔ تاریخی

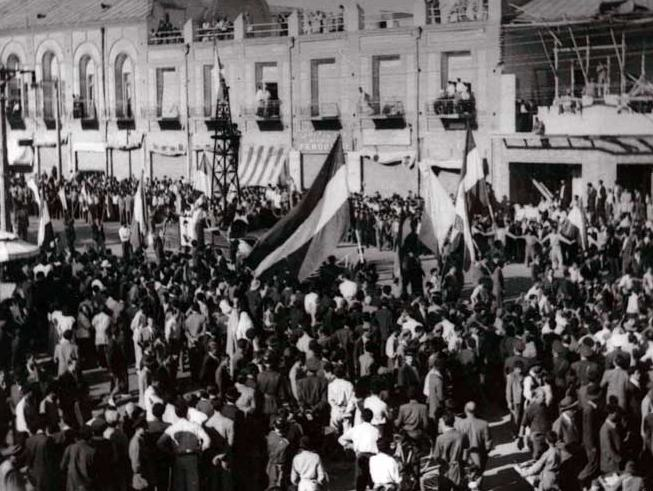
راهپیمایی مردم در پشتیبانی از ملی شدن صنعت نفت

رمان همسایه‌ها بر بستری تاریخی بنا شده که با تغییرات سیاسی پس از وقایع شهریور ۱۳۲۰ آغاز می‌شود و پیش از کودتای ۲۸ مرداد ۱۳۳۲ پایان می‌یابد. در این دورهٔ تاریخیِ بااهمیت، اتفاقات سیاسی زیادی رخ داده که تأثیر مهمی در زندگی و اجتماع ایرانیان گذاشته‌است. ازجمله می‌توان به تشکیل حزب تودهٔ ایران، تشکیل سندیکاهای کارگران نفت، نوشتن اولین قانون کار ایران، اعتصاب‌های مختلف در صنعت نفت ازجمله در ۱۳۲۵، غیرقانونی اعلام شدن فعالیت حزب توده، اعتراض به قراردادهای نفتی شرکت نفت ایران و انگلیس، آغاز نهضت ملی‌شدن نفت ایران (۱۳۲۸)، به قدرت رسیدن محمد مصدق، ملی شدن نفت و تصویب آن توسط مجلس سنا در ۲۹ اسفند و قیام ۳۰ تیر اشاره کرد. در دوران اخیر حزب توده نقش مهمی در سازماندهی قشرهای گوناگون به‌ویژه کارگران داشت. با این‌همه، فراگیر شدن نهضت با اقدامات محمد مصدق همراه بود و او نیروی محرکهٔ جنبشی شد که حزب توده آن را مفید می‌دانست و از آن حمایت می‌کرد؛ گرچه در برخی مسائل مانند اعطای «امتیاز نفت شمال» به شوروی، دچار اختلاف نظر بودند.

## نگارش و چاپ
نگارش این رمان از سال ۱۳۴۲ آغاز شد و تحریر ماقبل آخر آن در اردیبهشت ۱۳۴۵ به پایان رسید. اما به دلیل اینکه ناشری حاضر به چاپش نشد چند بخش از آن در سال‌های ۱۳۴۵ و ۱۳۴۶ در مجله فردوسی با عناوینی مانند «طرح» و «راز کوچک جمیله»، در نشریه جُنگ جنوب با عنوان «دوسرپنج» و در مجله پیام نوین به چاپ رسید. با این‌همه بازهم امکان چاپ برای کل اثر فراهم نشد. محمود همسایه‌ها را در سال ۱۳۵۲ بازنویسی کرد و سال ۱۳۵۳ با کمک و معرفی ابراهیم یونسی، انتشارات امیرکبیر آن را در ۱۰۰۰ نسخه منتشر کرد. چاپ اول کتاب با مقدمه‌ای که برای گرفتن اجازه انتشار نوشته شده بود منتشر شد. این مقدمه در چاپ‌های بعدی حذف شده‌است.
پس از پخش شدن اثر دستگاه سانسور دولتی، کتاب را «ضدحاکمیت» تشخیص داد و به دلایل سیاسی آن را توقیف کرد. محمود با مشورت ابراهیم یونسی و کمک علی‌اصغر سروش (مترجم) که از دوستان رئیس اداره نگارش وزارت فرهنگ و هنر آن زمان بود موفق شد کتاب را از توقیف دربیاورد. پس از تمام شدن نسخه‌های چاپ اول، ساواک جلوی انتشار چاپ دوم آن را گرفت.

جلد چاپ سوم رمان همسایه‌ها در سال ۱۳۵۷ در قطع پالتویی.

بهمن مقصودلو در زمینهٔ چاپ دوم همسایه‌ها گفته‌است که ساواک به دو شرط اجازهٔ تجدید چاپ را داد: «در دیباچهٔ کتاب نوشته شود این داستان حقیقی نیست و بخش‌هایی از آن سانسور شود.» با این‌همه ساواک هرگز اجازهٔ چاپ دوم کتاب را نداد.
در بحبوحه انقلاب اسلامی ایران در سال ۱۳۵۷ و با توجه به نبود نظارت بر نشر و ضعیف شدن دستگاه سانسور، کتاب مجدداً توسط مؤسسه انتشاراتی امیرکبیر و در تیراژی وسیع منتشر شد. در مورد تیراژ کتاب پس از سال ۱۳۵۷ اختلاف‌نظر وجود دارد. احمد محمود در مصاحبه‌ای با مجله چیستا که در سال ۱۳۸۱ منتشر شد این رقم را ۲۵۰ هزار نسخه دانسته که ۱۰۰ هزارتای آن را انتشارات امیرکبیر منتشر کرده‌است و او بابتش حق‌التألیف گرفته و مابقی به صورت زیرزمینی و قاچاق منتشر شده بود. محمد بهارلو این رقم را ۱۵۰ هزار نسخه دانسته‌است. محمدرضا جعفری فرزند عبدالرحیم جعفری مؤسس انتشارات امیرکبیر نیز در مصاحبه‌ای این تیراژ را بیش از ۵۰ هزار نسخه اعلام کرد. محمود در نامه‌ای به تورج رهنما (۱۳۷۵) این تعداد را ۱۵۰ هزار نسخه (چاپ امیرکبیر) دانسته به اضافه سه چاپ بدون اجازه از آن که امیرکبیر توانست یکی از آن‌ها را پیدا کند اما در شرایط انقلابی آن زمان کاری از پیش نبرد. از این کتاب به عنوان یکی از پرتیراژترین رمان‌های فارسی نام برده می‌شود.
تجدید چاپ رمان تا سال ۱۳۵۹ ادامه داشت اما در سال ۱۳۶۰ و پس از تشکیل وزارت فرهنگ و ارشاد اسلامی طی بخشنامه‌ای که نام «همسایه‌ها» هم در آن ذکر شده بود مستهجن خوانده شده و چاپش بار دیگر متوقف شد. علت مستهجن خواندن کتاب هم وجود محتویات و تصاویر جنسی ذکر شده‌است. محمود در نامه‌ای به تورج رهنما می‌نویسد: «سال ۱۳۶۰ که کتاب نایاب شده بود، فکر کردیم شاید بشود اجازه انتشارش را گرفت. به ارشاد مراجعه کردیم ولی ۱۶۰ مورد ایراد گرفتند - از یک سطر تا چند صفحه - پس راهی نبود جز این‌که صرف‌نظر شود و شد.»

### ترجمه
از این کتاب ترجمه‌هایی به زبان‌های عربی، انگلیسی، روسی، آلمانی و کردی عراقی وجود دارد. مترجم آلمانی این اثر زیگرید لطفی و مترجم انگلیسی همسایه‌ها نسترن خِرد است. این ترجمه را مرکز مطالعات خاورمیانه دانشگاه تگزاس و با پیشگفتاری از محمدرضا قانون‌پرور در سال ۲۰۱۳ منتشر کرده‌است. ترجمه روسی آن را انتشارات رادوکا (رنگین کمان) در سال ۱۹۸۳ میلادی و با ترجمهٔ «کاندی یرا» و تیراژ ۵۰ هزار نسخه منتشر کرده‌است.

## پیرنگ
اتفاقات رمان بازه‌ای زمانی بین سال‌های ۱۳۲۰ تا ۱۳۳۰ را دربرمی‌گیرد و در بحبوحه نهضت ملی‌شدن نفت رخ می‌دهد. رمان نگاهی به زندگی پایین‌دست‌ترین طبقات مردم ایران در شهر اهواز دارد و از دیدگاه جوانی به نام خالد روایت می‌شود. او در ابتدای رمان نوجوانی ۱۵ ساله است و در خانه‌ای که هفت خانواده در آن مستأجرند زندگی می‌کند. خالد، پس از پیدا کردن کار در قهوه‌خانه امان آقا با زن او بلور خانم آشنا می‌شود در اثر محبت‌ها و عشوه‌گری‌های او اولین تجربه جنسی‌اش را به دست می‌آورد و «در آغوش او مرد می‌شود.»
خالد در پی یک اشتباه و شیطنت و شکستن شیشه خانه غلامعلی خان پاسبان پایش به کلانتری باز می‌شود. او در آن‌جا مأمور می‌شود تا پیامی را از یک زندانی به نام پندار برای فردی به نام شفق ببرد. او در این اثنا با گروهی سیاسی آشنا می‌شود که هدف‌شان روشن کردن اذهان عمومی در مسیر مبارزه با استعمارگران انگلیسی و ملی شدن نفت است. یک بار به خاطر شرکت در یک میتینگ مورد تعقیب پلیس مخفی قرار می‌گیرد و حین فرار پایش ضربه می‌بیند. به همین خاطر به خانه‌ای پناه می‌برد و در آن‌جا دختری به نام سیه‌چشم را ملاقات می‌کند و دلباخته او می‌شود.
خالد در پی همکاری با این گروه به خاطر فعالیت‌های سیاسی دستگیر می‌شود و به زندان می‌افتد. پس از آزادی به دلیل خصومت رئیس زندان با او به خاطر شرکت در اعتصاب و نپذیرفتن جاسوسی زندانیان به خدمت سربازی کشانده می‌شود و رمان پایان می‌یابد.

### شخصیت‌ها
شخصیت‌ها در رمان همسایه‌ها به دنبال رهایی از وضعیت ناگوار و رنجور خود هستند و هرکدام به صورتی این مسیر را دنبال می‌کنند. با این‌همه - همچنان‌که از طبقات زحمت‌کش و پایین‌دست جامعه انتخاب شده‌اند که محمود آن را به خوبی می‌شناسد- اسیر تباهی هستند و راه به جایی نمی‌برند. نویسنده برای پرداختن به طبقات مختلف و قشرهای گوناگون، گاهی به تیپ‌سازی بیشتر از شخصیت‌پردازی بها داده‌است. حسن میرعابدینی توجه بیشتر به تیپ‌سازی تا شخصیت‌پردازی در همسایه‌ها را متأثر بودن محمود از رگه‌های تند ناتورالیسم در صادق هدایت و صادق چوبک می‌داند.
شخصیت‌ها در رمان همسایه‌ها را می‌توان به سه دسته تقسیم کرد:
شخصیت‌های اندرونی
اکثر این شخصیت‌ها از طبقات پایین و فقیر اجتماع هستند. مردان صبح تا شام به دنبال روزی و زنان گرفتار فساد اخلاقی و اعتیاد و مشغول قاچاق هستند. نوجوانان نیز درگیر آسیب‌های اجتماعی مخصوص به خودند. شخصیت‌های داخل خانه عبارتند از مردان: خالد به عنوان قهرمان داستان، اوسا حداد، پدرش، محمد مکانیک، رحیم خرکچی، عمو بندر، کَرم، امان آقا، خالق، ابراهیم، حسنی و زنان: مادر خالد که گل خانم نام دارد، بلور خانم، رضوان، آفاق، صنم و بانو. تنها شخصیت‌های پاک‌دامن و درستکار داخل خانه که روی راوی هم مؤثرند عبارتند از محمد مکانیک، همسرش و مادر خالد.
شخصیت‌های بیرون از خانه
عبارتند از افرادی که درگیر سیاست هستند و خالد بیرون از خانه با آن‌ها آشنا می‌شود مانند پندار و شفق و در مقابل آن‌ها علی شیطان که مأمور مخفی شهربانی است. فراتر از تمام شخصیت‌های بیرون از خانه، سیه‌چشم قرار دارد که معشوق خالد است.
شخصیت‌های درون زندان
این شخصیت‌ها به دو دسته تقسیم می‌شوند که گروه اول مبارزانی شجاعند مانند ناصر ابدی، منوچ سیاه و قاضی و گروهی همدست رئیس زندانند مانند رضی جیب‌بر و نصرالله خرگردن و تقابل میان این‌ها بیشتر از هر زمان دیگر، هنگام اعتصاب غذا در زندان پدیدار می‌شود.

## مضامین اصلی

### نفت و سیاست
«جانم بالا می‌آید تا یک کلمه را هجی کنم و تازه وقتی کلمه را هجی کردم و خواندمش، معنی‌اش را نمی‌فهمم؛ مثلاً نمی‌دانم این «استعمارگر خونخوار» چه‌جور جانوری است که فقط خون می‌خورد و اشتهایش هم سیری‌ناپذیر است. لابد بی‌جهت اسم «استعمارگر» را «خونخوار» نگذاشته‌اند… از این جانور بفهمی نفهمی چیزکی دستگیرم می‌شود؛ مثلاً فهمیده‌ام که گاهی به جای «خون»، نفت هم می‌خورد و این است که بعضی جاها، تو کاغذها به جای اسم «خونخوار»، نفت‌خوار هم نوشته شده.»

همسایه‌ها، ص ۸۰
بلقیس سلیمانی، منتقد ادبی «نفت» را در رمان همسایه‌ها دال مرکزی رویدادها می‌خواند و می‌گوید همه‌جا صحبت از این «طلای سیاه» است. او معتقد است نمی‌توان وقایع نهضت ملی‌شدن نفت را بدون خواندن و فهم همسایه‌ها درک کرد. ناآشنایی خالد در بخش‌های آغازین رمان با «سیاست» نوعی گنگی و نافهمی برایش به بار می‌آورد و این حالت تا زمانی که درمی یابد «سیاست» مبارزه‌ای است که بر سر نفت در جریان است برطرف نمی‌شود. هم‌زمان با این دریافت، تغییرات اجتماع پیرامونش که حول این مبارزه می‌روند که به خروش دربیایند، چشمش را بازتر می‌کند و او حالا می‌تواند پاسخ پرسش‌های بی‌شمارش که در حقیقت پرسش ملتی عقب نگه‌داشته‌شده‌است، را پیدا کند. بعدتر او با آشنایی بیشتر با فعالان سیاسی و پخش روزنامه و اعلامیه می‌فهمد که مبارزه برای «نفت»، مبارزه برای زدودن عوامل و دست‌هایی است که مسبب فقر، بیماری، نکبت و محنتی است که به او، خانواده و مردم روا داشته شده و حالا تمام قطعات پازل در ذهنش تکمیل می‌شوند.
تمام این اتفاقات ذهنی و درونی به تصاویر زنده و بیرونی مبدل می‌شوند و حالا تمام اجتماع او و بلکه ایران یکپارچه یک چیز را می‌خواهند: ملی شدن نفت. این تصاویر از نوارهای سفید روی سینه کارکنان صنعت نفت آغاز می‌شود و به اظهارات حاج‌علی رزم‌آرا که می‌گوید ما هنوز نمی‌توانیم یک «لولهنگ» سالم بسازیم چه‌طور می‌خواهیم نفت را ملی کنیم؟ می‌رسد. حزبی‌ها که نام مستعار هم دارند از بستن نوار سفید به سینه‌شان ابا می‌کنند به این بهانه که شناخته نشوند. غافل از این‌که وقتی تمام مردم جمله «نفت باید ملی شود» را به سینه می‌زنند آن‌ها هستند که شناخته می‌شوند. پس از ترور نخست‌وزیر، رزم‌آرا، اوضاع تغییر می‌کند و تصاویر داستان به جشن و شادی مردم بعد از به تصویب رسیدن ملی شدن صنعت نفت می‌انجامد. این خودآگاهی ملی در حقیقت به واسطه شرایط اقتصادی و اجتماعی نامناسب از طرفی و آگاه شدن مردم از چپاول انگلستان و پرداخت مالیات نفت از سوی ایران به وجود آمد. همین‌طور از عقده‌ای بود که به خصوص در خوزستان طی سال‌ها از برخوردهای تبعیض‌آمیز و تفاوت امکانات مردم و کارمندان شرکت نفت ایران و انگلیس شکل گرفته بود و منتظر بهانه‌ای بود تا سر باز کند.

### خوزستان و مردم محروم
«پدرم چهار کارد فولادی درست کرده‌است. رو تیغهٔ کاردها نقش‌هایی حک کرده‌است که من سردرنمی‌آورم. یقین از رو کتاب اسرار قاسمی این نقش‌ها را رو روی تیغهٔ کاردهای فولادی حک کرده‌است. سجاده‌اش را توی اتاق خودش پهن می‌کند. کاردها را چهار گوشهٔ سجاده به زمین فرومی‌کند و ورد می‌خواند.»

همسایه‌ها، ص۲۵
محمد بهارلو معتقد است شاید هیچ نویسنده‌ای به اندازه محمود از طبقه فقیر و رنج آن‌ها ننوشته باشد. محمود در رمان همسایه‌ها به عنوان اولین رمانش، گزارشی دقیق از وضعیت مردم خوزستان و زندگی‌شان به دست می‌دهد که از شناخت او از جنوب و به خصوص اهواز سرچشمه می‌گیرد. او برای این‌کار دست به دامن مکان‌های مختلف شهر می‌شود که از میان آن‌ها می‌توان به محله یا خانه که محل برخورد تیپ‌ها و شخصیت‌های داستان در زندگی خصوصی‌شان، قهوه‌خانه و کتاب‌فروشی که بازتاب برخوردهای اجتماعی و محل نطفه بستن تحول شخصیت اصلی و زندان که او قرار است آن‌جا نتیجه اعمالش را ببیند، اشاره کرد؛ بنابراین محمود نشان می‌دهد که بافت سنتی و اماکنش را بهتر از بافت متجدد می‌شناسد. تصویر او از مردم خوزستان در همسایه‌ها تصویر مردمانی است ساده و رنجبر که برای معاش خود در تنگنا هستند اما وقتی پای میهن و استقلال به میان می‌آید از خودگذشتگی نشان می‌دهند. محمود مردمان همسایه‌ها را درگیر مشکلات معیشتی، سیاسی و اجتماعی نشان می‌دهد زیرا زندگی سخت، آن‌ها را ناگزیر از درگیری و کشمکش کرده‌است.

«بابا واقعاً گلی به جمالت… کار و کاسبی رو رها کردی و چله نشستی که برات معجزه بشه؟ پدرم روترش می‌کند و سر برمی‌گرداند. محمد مکانیک از عقیده‌اش دست بردار نیست… نه واقعاً که چی؟ چل روز تو اون اتاق نشستی و هی ورد خوندی که چی؟»

همسایه‌ها، ص۵۴
محمود برای زنده‌تر شدن این تصویر در همسایه‌ها وضعیت فرهنگی، اجتماعی و اقتصادی دورهٔ تاریخی و اقلیم خوزستان در آن زمان را به نمایش می‌گذارد؛ وضعیت بهداشتی بسیار ناگوار است؛ انواع بیماری‌ها از جمله بیماری‌های مقاربتی شیوع دارد و اغلب مردم توانایی استفاده از درمان‌های مدرن و مراجعه به مراکز خصوصی و دولتی را ندارند و به درمان‌های محلی اکتفا می‌کنند. خرافات به شکل وسیع میان توده‌های مردم رواج دارد و بسیاری از جمله اوسا حداد، پدر خالد، برای حل مشکلات اقتصادی دست به دامان چله‌نشینی، تسبیح انداختن و ورد خواندن از روی کتاب‌های خرافی مانند اسرار قاسمی می‌شوند. محمود در نمایش رفتارهای خرافی فراتر از راوی صرف عمل می‌کند و بارها محمد مکانیک را به عنوان نقاد رفتارهای پدر خالد مقابل او قرار می‌دهد.
طبقات مختلف اجتماع درگیر فقری شدیداند و به سختی روزگار می‌گذرانند. کاسبی پدر اوسا حداد مدت‌هاست کساد است، کمر عمو بندر زیر بار مخارج چند بچه صغیر خم شده و از نداری لباس‌های کهنه می‌پوشد و هرازچندگاهی وصله‌پینه‌شان می‌کند و جعفر خشتمال برای فرار از مشکلات اقتصادی و بیکاری، دست به خودکشی می‌زند. مهاجرت نیروی کار به خارج از کشور و اشتغال زنان در مشاغل زیان‌آور و سخت مانند قاچاق، رختشویی و پخت و فروش نان به مردم، از دیگر نمونه‌هایی است که محمود از زندگی اقتصادی مردمان خوزستان به دست می‌دهد.
محمود علاوه بر این‌ها نگاه ویژه‌ای هم به ادبیات شفاهی و اشعار عامیانه دارد که به سادگی و دقت می‌توانند مفاهیم دشوار و پنهان فرهنگی مردمان داستان را آشکار کنند. اوج این نقل‌ها، اشعاری است که مادر خالد در موقعیت‌های مختلف و به لهجهٔ دزفولی می‌خواند و حکم درد دل کردن و شکوه از روزگار و اسباب سختی و دشواری زندگی را دارند.

### زنان، عشق و وظیفه
«صدام خش‌دار است، پیشانی‌ام خیس عرق است. تکیه می‌دهم به پشتی مبل و سرم را بالا می‌گیرم. بعد، از گوشهٔ چشم نگاهم را می‌دوانم رو صورت دختر. دارد نگاهم می‌کند. دلم می‌لرزد. این لرزه غریبه، اما شیرین است. روزهای اول که بلور خانم را نگاه می‌کردم، دلم می‌لرزید، ولی حالا کلی فرق دارد. انگار دلم می‌خواهد از جا کنده شود. انگار تمام تنم می‌لرزد. انگار چیزی توی دلم خروش برداشته‌است.»

همسایه‌ها، ص۱۸۴
زنان در همسایه‌ها کم تعدادند اما تأثیرگذار. از میان ۱۱ شخصیت و تیپ با جنسیت مؤنث تنها چند نفرشان نقش محوری دارند و مابقی نقش دومند. با این‌همه همان تعداد کم شامل مادر خالد (گل خانم)، بلور خانم، رضوان و سیه‌چشم تأثیرگذارند و در مواردی نقش ضدقهرمان را بازی می‌کنند. این زنان تنها می‌توانند دو نقش بپذیرند. یکی نقش زنی اثیری و دست‌نیافتنی و دیگری نقش زنی که دست‌یافتنی است و چندان در قید امور اخلاقی نیست. محمود هر دوی این نقش‌ها را با این‌که چندان خاکستری به نظر نمی‌رسند، هنرمندانه پرداخته و تصویری واقع‌گرایانه از آن‌ها به دست داده‌است. مادر صدای عقل است و بلور خانم نماد بی‌تفاوتی به اوضاع و پابند غریزه. تصویر واقعی و رئالیستی محمود در همسایه‌ها، زنان را همان‌طور که تحت ستم هستند، به نمایش می‌گذارد و دنیای مردسالارانه داستان باورپذیر و عینی است. چنان‌که خود محمود در مصاحبه‌اش با لیلی گلستان اذعان می‌کند که فضای موجود را به تصویر کشیده که در آن حتی به مردسالاری تفاخر هم می‌شود. زنان در این‌جا مغلوبند و تأثیرپذیر و مردانند که ظاهراً با واقعیت‌های اجتماعی و اقتصادی درگیرند و تمام این‌ها در سایه «رسم و رسومات» توجیه می‌شوند و مورد احترامند.
با این‌همه، محمود، تحول قهرمان داستان همسایه‌ها را منوط به تعیین تکلیف با این زنان کرده‌است. خالد برای رسیدن به هدف غایی رمان، مجبور است به حرف‌های مادرش توجه کند، سرنوشت تلخ رضوان را مرور کند و به رابطه‌اش با بلور خانم بیندیشد تا دیدن شوهرش، امان آقا که به او لطف هم دارد، قابل تحمل شود و در مقام قیاسِ عشق پاکش به سیه‌چشم با رابطه‌اش با بلور خانم دست به انتخاب بزند؛ انتخابی که بازهم در رابطه با سیه‌چشم و در قیاس با «وظیفه» سراغش می‌آید.

## سبک نگارش
«احمد محمود را برخی به نیت تخفیف، نویسنده‌ای رئالیست می‌خوانند تا با ادعای سپری شدن دوران ادبیات رئالیستی، توانایی‌های خلاقه او را انکار کنند.»

فرج سرکوهی
همسایه‌ها اولین رمان از سه‌گانه تاریخی احمد محمود است که با داستان یک شهر و زمین سوخته کامل می‌شود. این رمان رئالیستی، ناتورالیستی، نمادین و پسااستعماری توصیف شده‌است. برخی آن را در گونه رئالیسم سوسیالیستی می‌دانند و برخی دیگر در گونه رئالیسم اجتماعی. مهدی قریب، قرار دادن همسایه‌ها و دیگر آثار محمود را در گونه رئالیسم سوسیالیستی جفا به او و منش زیبایی‌شناختی او می‌داند و معتقد است نمونه‌های بسیاری می‌توان در رمان یافت که با استانداردهای این نوع واقع‌گرایی متفاوت است و می‌توان افق‌هایی را یافت که به سوی هیچ نوعی از ایدئولوژی نشانه نرفته‌اند.
رمان به شیوهٔ اول شخص مفرد روایت می‌شود. راوی خالد است که خود قهرمان و شخصیت اصلی است و اتفاقات داستان از دریچه ذهن او روایت می‌شوند. فرج سرکوهی رئالیسم محمود را گرته‌برداری از استادان رئالیسم نمی‌داند چراکه او با استفاده از تکنیک‌هایی مانند «نقل حادثه در لحظه وقوع»، «مونتاژ» و «توهم زمانی» مشخصات کلاسیک رئالیسم را پشت سر می‌گذارد. هوشنگ گلشیری «نقل حادثه در لحظه وقوع» را چیزی مانند «شرح صحنه» در فیلم‌نامه و نمایش‌نامه می‌داند. چنان‌که سیر وقایع به یک یا چند روز تقسیم شده و راوی مستقیماً آن‌ها را مانند کسی که شب به شب خاطراتش را می‌نگارد نقل می‌کند. او قدرت محمود در خلق همسایه‌ها را در این عناصر می‌بیند. فرج سرکوهی در مورد مونتاژ در آثار محمود عقیده دارد: «او از معدود نویسندگانی است که این تکنیک سینمایی را در داستان‌نویسی درونی کرده‌است.» او همین‌طور در مورد توهم زمانی می‌گوید محمود با بهره‌گیری از این دستاورد توصیف‌ها، رفتارها، گفتگوها و صداها را به شکلی مونتاژ می‌کند که در قسمت‌هایی از نثر او توهم زمانی ایجاد می‌شود. آناهید اجاکیانس معتقد است محمود با استفاده به‌جا از فلاش‌بک و «تداعی»، «روایت صرف» معمول در رئالیسم را تغییر داده و از آن برای شخصیت‌پردازی و تأکید دوباره در اتفاقات رخ داده در رمان بهره برده‌است.
محمدعلی آتش‌سودا استادیار زبان و ادبیات فارسی دانشگاه آزاد اسلامی واحد فسا معتقد است محمود در همسایه‌ها شخصیت‌پردازی را بر توصیف و گفتگو استوار کرده‌است. توصیف‌های او اغلب غیرمستقیم و درونی‌اند و گفتگوهایش بر تک‌گویی غلبه دارند. او از «نام» نیز آگاهانه استفاده کرده و از آن برای پردازش قهرمانان مبارز و تمایزشان با افراد عادی بهره برده‌است. با این‌همه محمود در مصاحبه با لیلی گلستان می‌گوید همسایه‌ها را «بیشتر با نوعی غریزه نوشتم تا شناخت داستان.»

## نقدها و دیدگاه‌ها

### منبع‌شناسی
رمان همسایه‌ها مورد توجه بسیاری از منتقدان معاصر بوده‌است و در کتاب‌های مربوط به ادبیات معاصر و همین‌طور نقد آثار محمود به شرح و تفسیر ویژگی‌های مختلف این رمان پرداخته شده‌است. اما برخی از پژوهش‌های علمی صورت گرفته روی این رمان از قرار زیراند:
- «نقد مارکسیستی رمان همسایه‌ها، احمد محمود»، آرزو شهبازی و مریم حسینی، همایش هفتم پژوهش‌های ادبی (دانشگاه هرمزگان)، اسفند ۱۳۹۲:

در این مقاله، رمان همسایه‌ها، از منظر مارکسیستی و با توجه به آرای گیورگ لوکاچ مورد نقد و بررسی قرار گرفته‌است.
- «نقد ساخت‌گرایی تکوینی رمان همسایه‌ها اثر احمد محمود»، آرزو شهبازی، مریم حسینی و عسگر عسگری حسنکلو، فصلنامه تخصصی مطالعات داستانی، بهار ۱۳۹۳، شماره ۳، صص۹۱–۶۶:

این مقاله، رمان همسایه‌ها را از منظر ساخت‌گرایی تکوینی لوسین گلدمان و شناخت‌شناسی ژان پیاژه بررسی کرده‌است.
- «خوانش لاکانی امر سیاسی در رمان همسایه‌ها»، فاطمه حیدری و میثم فرد، پژوهش‌های نقد ادبی و سبک‌شناسی، تابستان ۱۳۹۳، شماره ۱۶، صص۶۶–۴۳:

در این مقاله، رمان همسایه‌ها از منظر «امر سیاسی» و روان‌کاوی ژاک لاکان، بررسی شده‌است.
- «سنت و مدرنیته در رمان همسایه‌ها»، مهبود فاضلی و فاطمه سادات حسینی، پژوهش زبان و ادبیات فارسی، زمستان ۱۳۹۱، شماره ۲۷، صص۱۴۵–۱۳۱:

در این نوشتار، تقابل سنت و مدرنیته در رمان همسایه‌ها، بررسی شده‌است.
- «شخصیت‌پردازی در رمان همسایه‌ها»، محمدعلی آتش‌سودا و امید حریری جهرمی، پژوهش‌های نقد ادبی و سبک‌شناسی، پاییز ۱۳۸۹، پیش‌شماره ۱، صص۲۸–۹:

این مقاله، شخصیت‌پردازی رمان همسایه‌ها را از منظری ادبی مورد بررسی قرار داده‌است.
- «بررسی تطبیقی رمان «همسایه‌ها» اثر احمد محمود و «دختر رعیت» از دو دیدگاه ساختاری و محتوایی»، الهام عابدی و محسن ایزدیار، اندیشه‌های ادبی، ۱۳۹۱، شماره ۱۲، صص۱۵۴–۱۲۹:

این نوشتار، دو اثر همسایه‌ها و دختر رعیت را از نظر ساختار (پیرنگ، شخصیت‌پردازی، زبان و مکان و نثر و زبان) و در بستر رئالیسم بررسی کرده‌است.
- «بازتاب نابرابری اجتماعی و شکاف طبقاتی در دو رمان «همسایه‌ها» احمد محمود و «عمارت یعقوبیان» علا اسوانی»، مینا عابدینی و همکاران، نشریه ادبیات تطبیقی، پاییز و زمستان ۱۳۹۳، شماره ۱۱، صص۲۲۸–۲۱۱:

این اثر، با توجه به نقد مارکسیستی، نابرابری و شکاف طبقاتی را در رمان محمود، بررسی کرده‌است.

### خوانش پسااستعماری
«ناگهان مردی میانه‌قد و میانه‌سال، جست می‌زند روی میز. دو جوان خودشان را بالا می‌کشند و دو طرفش می‌ایستند. مرد میانه‌سال، شعار می‌دهد… ما می‌خواهیم دست غارتگران از صنعت نفت کشور ما کوتاه شود… ما به جای توپ، نان می‌خواهیم… به دلالان نفتی اجازه ندهید بر ثروت ملی ما چنگ بیاندازند. ناگهان صدای گلوله می‌آید… گروهی پاسبان باتون به دست، به دو می‌آیند.»

همسایه‌ها، ص ۱۷۹
رخداد سیاسی اصلی و ضداستعماری رمان همسایه‌ها کشاکش ایران و بریتانیا بر سر ملی کردن صنعت نفت است. جواد اسحاقیان، منتقد ادبی در نوشتار «خوانش پسااستعماری رمان‌های احمد محمود» معتقد است نظریه پسااستعمار، خواننده را وامی‌دارد به پیروزی استعمار در کشورهای تحت سلطه بیندیشد و به دنبال عامل توفق آن‌ها باشد. عاملی که بیش از آنکه به خوی تجاوزکارانه کشورهای استعمارگر مربوط شود، به عمل نیروهای خائن و مرتجع داخلی برمی‌گردد. آشنایی راوی با این مقوله پس از دیدن نوار سفید روی سینه کارگران شرکت نفت در قهوه‌خانه امان آقا است که رویش نوشته «نفت باید ملی شود.» محمود راوی را برای فهم علت عقب‌ماندگی او و اجتماعش و عامل آن آماده می‌کند.
با پیشرفت نهضت ملی کردن نفت راوی در بطن ماجرا قرار می‌گیرد. رمان در قدم اول از رنج کارگران و مردم سخن می‌گوید؛ نمودهایی مانند بیکاری پدر در اثر واردات بی‌رویه اقلامی که او می‌تواند بسازد از خارج و در نتیجهٔ بیکاری، مهاجرتش به کویت برای کار و به‌دست آوردن پولی که با خفت و خواری به‌دست می‌آید، ذکر می‌شوند. همین‌طور اشاره به دزدی‌های ابراهیم و خالق و قاچاقچی بودن دختر خواج توفیق. سپس از غارتگری بریتانیا که کارگران را استعمار کرده‌است و به این رنج دامن می‌زند سخن می‌گوید. پس از آن به از میان برداشتن عوامل سرسپرده و بی‌دست و پا اشاره می‌شود.
پس از تمام این‌ها رمان به ثمر رسیدن جنبش را به تصویر می‌کشد و سرکوب آن را به نمایش می‌گذارد و با اینکه نفت ملی می‌شود، اما انگار کاری از پیش برده نمی‌شود و شرایط تغییر خاصی نمی‌کنند.

### خوانش روان‌کاوانه
«کشتی جنگی انگلیسی‌ها، دمش را انداخت روی کولش و رفت ولی هنوز از روبه‌راه شدن زندگی خبری نیست.»

همسایه‌ها، ص ۲۳۱
فاطمه حیدری، دانشیار زبان و ادبیات فارسی دانشگاه آزاد واحد کرج به همراه میثم فرد، دانش‌آموخته این رشته، خوانشی لاکانی از امر سیاسی در رمان همسایه‌ها به دست داده‌اند. لاکان این مسئله را با تبیین گستره نمادین و گستره واقع انجام می‌دهد. گستره نمادین، شامل خانواده - اجتماع است و هرآن‌چه این دو می‌توانند با ابزارهای گوناگون به فرد منتقل کنند اعم از زبان، فرهنگ و غیره. گستره واقع فضایی بی‌نهایت است که شامل تمام امیال و خواسته‌های بشری می‌شود که نمی‌توانند راهی به گستره نمادین پیدا کنند؛ در واقع حتی نمی‌توانند به زبان درآیند. یکی از این امیال میل به ساختن آرمان‌شهر (اوتوپیا) است؛ جهانی بی‌نقص و تهی از رنج و محنت و واجد برابری و عدالت. لاکان در واقع بر آن است تا بیان کند آرمان‌شهر برابر با گستره واقع است و بشر با ورود به گستره نمادین (موجود شدن) توانایی ایجاد و رسیدن به آن را از دست می‌دهد.
فاطمه حیدری و میثم فرد، «گستره نمادین» رمان همسایه‌ها را شامل خانواده و اجتماع خالد می‌دانند با تمام مشکلات و کمبودهایش؛ بیکاری پدر، بی‌پولی اغلب مردم، غرق شدن در خرافات، بیماری و رنج و…. از طرفی «گستره واقع» شامل آمال و آرزوهای افرادی است که آگاهی یافته‌اند و درصدد تغییر شرایطند؛ مانند حزبی‌ها که از هیچ تلاشی برای به ثمر رسیدن آرزوهایشان و کوتاه کردن دست انگلیسی‌ها از نفت و سرمایه‌های کشور فروگذار نمی‌کنند اما نمی‌دانند حتی اگر شوروی هم بر ایران چیره شود آن‌ها روی خوش آسایش را نخواهند دید. آن‌ها معتقدند خالد و به عبارتی شخصیت معترض و مسئله‌دار، پس از طی مسیرهای مختلف و از سرگذراندن مشکلات گوناگون در حالی که در انفرادی اسیر است و چشم به راه، درمی‌یابد که آنچه به دنبالش بوده دست‌یافتنی نیست و زندگی مسیر عادی خود را طی می‌کند.

### نقد مارکسیستی
مریم حسینی، دانشیار زبان و ادبیات فارسی دانشگاه الزهرا و آرزو شهبازی، دانشجوی کارشناسی ارشد همین رشته، رمان همسایه‌ها را، به دلیل پرداختن به مسائلی مانند اعتصاب‌های کارگری، تظاهرات مردم و میتینگ‌ها، اشغال ایران توسط نیروهای متفقین، ملی شدن نفت از طرفی و مسائلی مانند فقر و رنج ناشی از ظلم نظام حاکم، طبقات مختلف جامعه، خودکشی، فحشا، زندان و شکنجه، مبارزه طبقات کارگری برای احقاق حقوق خود از طرف دیگر، از منظر مارکسیستی قابل تأمل می‌دانند. خالد قهرمان «مسئله‌دار» رمان است. از منظر او روند اعتراضی رمان پیگیری می‌شود و خود او در مرکز تحول و آگاه‌شدن است. چه این‌که طبقات محروم اجتماعی تنها با آگاهی است که می‌توانند به دنبال حقوق تضییع‌شدهٔ خود باشند. به عقیده گیورگ لوکاچ، ادبیات به عنوان «روبنا» باید به بازتاباندن واقعیت انسان و مناسبات اجتماعی بپردازد و با استفاده از شیوه «واقع‌گرایی» تناقض‌های پنهان در نظامی اجتماعی و اوضاع تاریخی و مادی جامعه را انعکاس دهد و همسایه‌ها واجد تمام شرایط فوق است.

### نقد تطبیقی
«دختر می‌گوید:... آدرس خونتون رو بدین. خجالت می‌کشم. خانهٔ دنگال، دیواره‌های گلی، تنور صنم، الاغ‌های رحیم خرکچی، گاری عمو بندر، چارچرخهٔ کرم، در شکسته و بست خورده، اتاق‌های خفه و توسری‌خورده و سرتاسر کف حیاط  ———  از باران چند روز قبل  ———  گل و لای تا قوزک پا. باز، دروغ می‌گویم: من مسافرم…»

همسایه‌ها، ص ۱۸۳
احمدرضا صاعدی، حمید احمدیان و مسعود کیانپور، استادیاران گروه علوم اجتماعی دانشگاه اصفهان و مینا عابدینی و فریده امیری دهنوی، دانشجویان کارشناسی ارشد زبان و ادبیات عرب همان دانشگاه، به بررسی تطبیقی دو رمان همسایه‌ها اثر احمد محمود و عمارت یعقوبیان (۲۰۰۲ میلادی) اثر علاء الاسوانی (رمان‌نویس مصری) از منظر بازتاب نابرابری اجتماعی و شکاف طبقاتی پرداخته‌اند. شکاف طبقاتی یکی از اشکال نابرابری اجتماعی است که ریشه در عملکردهای اقتصادی هر دورانی دارد. به دلیل این‌که این نابرابری‌ها به شکل مستقیم یا غیرمستقیم در آثار ادبی تأثیر می‌گذارند با بررسی نمونه‌های ادبی می‌توان به چندوچون آن دست یافت.
الاسوانی و محمود هر دو در رمان‌هایشان به شکاف طبقاتی و نابرابری‌های اجتماعی پرداخته‌اند. باید توجه داشت که اغلب این نابرابری تابعی از میزان درآمد است اما این تنها متغیر دخیل در نابرابری نیست. از دیگر متغیرهایی که هردو رمان برای به تصویر کشیدن نابرابری اجتماعی از آن بهره برده‌اند می‌توان به دوگانگی سنت و تجدد، نابرابری جنسیتی (مردسالاری) و نابرابری فقر و ثروت اشاره کرد. به اعتقاد نویسندگان مقاله، با این‌که الاسوانی و محمود شکاف طبقاتی را در دو جامعه و فرهنگ کاملاً متفاوت بررسی کرده‌اند اما می‌توان نتایج مشترک این رخداد را در هر دو رمان مشاهده کرد؛ گرچه هیچ‌کدام برای حل این مشکل راه حلی ندارند.
محسن ایزدیار، استاد دانشگاه آزاد اسلامی واحد اراک و الهام عابدی، دانشجوی کارشناسی ارشد رشته زبان و ادبیات فارسی دانشگاه آزاد اراک، به بررسی تطبیقی رمان همسایه‌ها و دختر رعیت (۱۳۳۰) اثر محمود اعتمادزاده (به‌آذین) و مضامین مشترک آن‌ها از جمله مضامین سیاسی و حوادث تاریخی مثل شکل‌گیری جنبش جنگل در دختر رعیت و نهضت ملی‌شدن نفت در همسایه‌ها و همین‌طور طبقات فرودست جامعه و ظلم فرادستان بر آن‌ها پرداخته‌اند. به گفتهٔ آن‌ها هر دو رمان دارای پیرنگی باز هستند و سرنوشت قهرمانان داستان روشن نمی‌شود. هر دو رمان از منظر شخصیت‌پردازی نمادین‌اند و در قلمرو سبک بومی و اقلیمی قرار می‌گیرند و مهم‌تر از همه هردو واقع‌گرایانه‌اند.

«پس از ساعتی که مهدی روی تخت… نشسته بود، به بهانهٔ خستگی به زیر می‌آمد، آهسته به صغری نزدیک می‌شد و مانند مرغ شکاری، گرد او می‌گردید. صدای پای او روی حصیر کهنهٔ کف مطبخ، لحن گرم و لرزان گفتار او، خنده‌های شکسته و تودماغی او، دختر را گیج می‌کرد… بی‌اختیار، منظرهٔ پاکیزه و خوشبوی برنج‌زار در آفتاب تابستان پیش چشمش برمی‌خاست. خدایا! می‌شود که او هم مثل گیلان سروسامانی بگیرد؟»

دختر رعیت
با این‌همه مهم‌ترین تفاوت‌های این دو داستان از لحاظ ساختاری و محتوایی قابل بررسی‌اند. محسن ایزدیار و الهام عابدی معتقدند رمان همسایه‌ها به‌عکس دختر رعیت دارای پیرنگ مستحکمی است چراکه براساس روابط علی و معلولی محکمی مطرح شده. همین‌طور روند طبیعی حوادث بر روند ساختگی غلبه دارد. در حالی که دختر رعیت از چنین پیرنگی برخوردار نیست و خواننده علت بسیاری از اتفاقات را درنمی‌یابد. دو رمان از لحاظ روایت هم متفاوت‌اند، چنان‌که همسایه‌ها به صورت اول شخص روایت شده و دختر رعیت به صورت دانای کل که به دلیل فضای رئالیستی دو رمان، انتخاب این شیوه روایت برای همسایه‌ها مزیت و برای دختر رعیت نقصان به نظر می‌رسد. با این‌که فضای هر دو رمان بومی و اقلیمی است، اما محمود از مکان‌های مشخص جغرافیایی مانند نام شهر چندان استفاده نمی‌کند اما به‌آذین به دقت به این مکان‌ها پرداخته به شکلی که خواننده جغرافیای دقیق وقوع حادثه را می‌داند. با این‌همه توصیف‌ها و جزئی‌نگری محمود در تمام رمان به صورتی یکدست و به اندازه استفاده شده اما به‌آذین در ادامه داستان از حفظ یکدستی و جزئی‌نگری در توصیف‌ها درمی‌ماند و از این‌رو ضعیف‌تر از همسایه‌هاست.
از لحاظ ساختاری دختر رعیت دچار نگرش و ایدئولوژی خاص و جانبداری از طبقات فرودست و ضعیف شده اما همسایه‌ها در این زمینه از اعتدال بیشتری برخوردار است و بازتاب دقیق حوادث را به آنچه هوادار آن بوده ترجیح داده‌است. محسن ایزدیار و الهام عابدی در پایان چنین نتیجه می‌گیرند که رئالیسم محمود از گونهٔ اجتماعی و رئالیسم به‌آذین از گونهٔ سوسیالیستی است.

## تأثیرپذیری‌ها
«قرائن و شواهد در رمان محمود، نشان می‌دهد که او در برخی از بن‌مایه‌های سیاسی و چگونگی تحول و ارتقای ذهنی، عاطفی و ذهنیت سیاسی شخصیت اصلی رمان همسایه‌ها، به مادر ماکسیم گورکی و در بعضی دیگر  ———  که به کسان داستان، روزگار سخت، انحرافات آنان یا شگردهای روایی مربوط می‌شود  ———  به پابرهنه‌ها اثر زاهاریا استانکو نظر داشته‌است.»

جواد اسحاقیان
علی‌محمد افغانی همسایه‌ها را متأثر از زمین نوآباد اثر میخائیل شولوخف می‌داند اما در این‌باره توضیح بیشتری نمی‌دهد. اما آنچه اغلب منتقدان بدان اذعان دارند تأثیرپذیری همسایه‌ها از رمان مادر اثر ماکسیم گورکی (۱۹۰۶) و رمان پابرهنه‌ها اثر زاهاریا استانکو (۱۹۴۸) است. اولین کسی که به این تأثیرپذیری اشاره می‌کند، هوشنگ گلشیری است که با لحنی تند تکنیک همسایه‌ها و دو رمان بعد از آن را برگرفته از پابرهنه‌ها می‌داند.
جواد اسحاقیان این تأثیرپذیری را که به مثابه بینامتنیت میان دو اثر یادشده از گونه واقع‌گرایی سوسیالیستی با همسایه‌هاست، در پنج دسته قرار داده‌است:
1. گذار از تباهکاری؛ با نشان دادن رفتارهای جنسی خالد،[۱۴۵] مشابهت سرنوشت زنانی که او به آن‌ها نزدیک شده،[۱۴۶] کتک خوردن بلور خانم[۱۴۷] و سرنوشت تلخ رضوان،[۱۴۸] ترک دوستان سابق و نزدیک شدن به کتاب[۱۴۹] و مشابهت این تصاویر، مفاهیم و تحول‌ها با دو نمونه یادشده.
2. آگاهی اجتماعی؛ با نشان دادن مشابهت رفتارهای خالد هنگامی که شیشهٔ خانهٔ غلامعلی‌خان را می‌شکند و پیام زندانی را می‌برد،[۱۵۰] علاقه به خواندن کتاب و مطالعه رمان مادر گورکی و جذب شخصیت پاول شدن[۱۵۱] و آغاز فعالیت سیاسی با پخش اعلامیه‌ها[۱۵۲] و روزنامه‌های حزبی[۱۵۳] با رفتار شخصیت‌های دو رمان یادشده.
3. ستیز عشق و وظیفه؛ هنگام قطع رابطه با بلور خانم،[۱۵۴] فروختن کبوترها و پرداخت هزینه درمان حسنی با پول‌شان،[۱۵۵] دل بستن به سیه‌چشم[۱۵۶] و چشم‌پوشی از او به خاطر مبارزه.[۱۵۷]
4. رفتار سیاسی مادر؛ وقتی پیام خالد از زندان گریخته را برای شفق سیاسی‌کار می‌برد.[۱۵۸]
5. ستیز قشری‌گری و تجدد؛ مانند منع درس خواندن از سوی حاج شیخ علی[۱۵۹] که هم به زندگی آن‌ها برکت می‌دهد[۱۶۰] و هم سورچران است[۱۶۱] و فهمیدن این تضاد از سوی خالد هنگامی که شیخ، در گرفتاری فراموشش می‌کند.[۱۶۲]

او همین‌طور به دو نمونه از تأثیر بین متنی رمان همسایه‌ها با پنجاه و سه نفر، اثر بزرگ علوی، اشاره می‌کند. یکی اشاره به رهنمود تقی ارانی به رفقای محبوسش در زندان قصر است و دیگری خاطره‌ای‌ست از بزرگ علوی در زندان قصر که عیناً از زبان پندار نقل می‌شود.

## اهمیت ادبی
«اگر بگوییم همسایه‌ها یک رمان خوب است، بهتر و مهم‌تر از این است که بگوییم بهترین رمان فارسی است؛ چنان‌که هست.»

بهاءالدین خرمشاهی
همسایه‌ها یکی از مهم‌ترین رمان‌های زبان فارسی است و شاید هیچ کتابی نیست که به نقد رمان فارسی پرداخته باشد اما دربارهٔ همسایه‌ها سخنی نگفته باشد. محمدعلی سپانلو همسایه‌ها را در ادبیات معاصر از لحاظ تنوع رخدادها، شخصیت‌ها و گزارش دقیق‌اش از زبان، لهجه و فرهنگ خوزستان و همین‌طور پرداختن به زندگی و آرزوهای این مردم، ممتاز و بی‌نظیر می‌داند و معتقد است این شناختِ دقیقِ محمود از فضای داستان و بوم خوزستان است که باعث می‌شود چنین تصویر زنده‌ای از زندگی را ببینیم. عبدالعلی دستغیب همسایه‌ها را دارای ساختاری دقیق و سنجیده می‌داند که با پیشروی تعلیق، طرح و توطئه در آن، زندگی اهالی داستان جزء خود داستان می‌شود و تحمیلی به نظر نمی‌رسد. محمدجعفر یاحقی، پژوهشگر و منتقد ادبی نوشتن همسایه‌ها را خلق قالبی می‌داند که موفقیت رمان‌های بعدیِ او را تضمین می‌کند و از زبان، مضمون و کشش مناسب و بهره‌مندی از اصول کامل داستان‌نویسی به وجود آمده‌است.
محمدرضا روزبه، منتقد ادبی، هنر محمود را در گره زدن تصویری از زندگی مردم محروم خوزستان با رخدادهای دهه‌های ۱۳۲۰ و ۱۳۳۰ شمسی می‌داند که بر شانه‌های نثر پرتوان و پرداخت داستانیِ مناسب او سوار است. جمال میرصادقی همسایه‌ها را اثری به‌اندازه می‌خوانَد که در آن، به‌خوبی به جنبه‌های فنی داستان‌نویسی و تصویرسازی پرداخته شده‌است. او معتقد است همسایه‌ها، کمتر از رمان‌های دیگرِ محمود، ناتورالیستی است و به همین دلیل از جذابیت بیشتری برخوردار است. میمنت میرصادقی (ذوالقدر) معتقد است پایانِ بازِ رمان همسایه‌ها، هم‌چنان‌که نشان‌دهندهٔ ادامه‌دار بودن زندگی قهرمان داستان است، نشان می‌دهد که داستان جامعهٔ «خالد» نیز منتظر آغاز مرحلهٔ تازه‌ای از زندگی است. حسن میرعابدینی، پژوهشگر و منتقد داستان‌نویسی، همسایه‌ها را میراث ادبیات معاصر می‌داند؛ چراکه از پرداختن به ارزش‌های قالبی و گنجاندن تئوری‌های سیاسی در داستان خودداری کرده و به جای آن، به سطح زیبایی‌شناختیِ موضوعات پرداخته‌است. داریوش مهرجویی همسایه‌ها را برای به تصویر درآمدن در مدیوم سینما بسیار مناسب می‌داند؛ چراکه از لحاظ ساختاری و تکنیک‌هایی مانند «مونتاژ»، کامل و سینمایی است.
سید حسن امین همسایه‌ها را رمانی می‌داند که با بهره‌گیری از نثر جذاب و دراز حرکتش و با استفاده از رئالیسم اجتماعی، عرصه‌های گوناگون سیاسی و اجتماعی را از منظر نوجوانی طرح کرده و شخصیت خودش در روند این حوادث شکل می‌گیرد. فیروز زنوزی جلالی همسایه‌ها را یکی از بهترین آثار محمود دانسته که به دلایل فنی، جایگاه ویژه‌ای در آثار او دارد و نام نویسنده با نام این رمان گره خورده‌است. فرج سرکوهی محمود را خالق «چندصدایی» در رمان معاصر فارسی می‌داند و معتقد است آدم‌های قصهٔ محمود در همسایه‌ها صدای متمایز خود را دارند، درحالی‌که داستان، آهنگ یکتا و موزون خود را می‌نوازد. محمد بهارلو استقبال مخاطبان از همسایه‌ها را بسیار پرشور خوانده‌است. او معتقد است بسیاری از خوانندگان کتاب، به دلیل همدلی کتاب با انقلابیان سرسخت، به آن اقبال نشان دادند و کتاب، بین روشنفکران و جوانان دست‌به‌دست می‌شد. او می‌افزاید انقلابیان قدیمی‌تر نیز، چون نویسنده را همراه با تمایلات سیاسی خود و متعلق به خود می‌دانستند، به آن توجه نشان دادند. به خاطر تمام این ویژگی‌هاست که بهاءالدین خرمشاهی همسایه‌ها را نخستین «رمان درستِ» فارسی خوانده‌است.

## اقتباس
دو تلاش برای به تصویر کشیدن همسایه‌ها در سینما و تلویزیون انجام شده‌است. اولی، فیلمنامه‌ای است که محمود، به همراه حسن فیاد تهیه کرد که البته هیچ‌گاه ساخته نشد و دومی، فیلمنامه‌ای برای ساخت سریالی تلویزیونی است که احمد محمود، با همراهی داریوش مهرجویی در اولین سال‌های پس از انقلاب نوشته‌اند که آن هم سرنوشتی مانند اقتباس اول پیدا کرد. مهرجویی دربارهٔ علت ساخته نشدن این سریال گفته‌است اوایل انقلاب شرایط کار مهیا نبوده و بعد از آن هم، محمود، مشکل‌دار تشخیص داده شده و ادامه کار، ممکن نبوده‌است.
محمود در گفتگویی در سال ۱۳۸۰، به ساخته‌شدن فیلمی از روی رمان همسایه‌ها و پخش آن از تلویزیون اشاره می‌کند و می‌گوید فیلم، با حذف مسائل دردسرآفرین ساخته شده اما اشاره‌ای به نام فیلم و کارگردانش نمی‌کند؛ گرچه اشاره می‌کند که بعدتر با کارگردان جوان فیلم برخوردی داشته و گفتگویی میان آن‌ها شکل گرفته‌است.

### کتاب‌ها
- اسحاقیان، جواد (۱۳۹۳). داستان‌شناخت ایران، نقد و بررسی آثار احمد محمود. تهران: نگاه. شابک ۹۷۸-۹۶۴-۳۵۱-۸۳۹-۴.
- اعتمادزاده، محمود (۱۳۴۲). دختر رعیت. تهران: انتشارات نیل. ص. ۱۶۸.
- امین، سید حسن (۱۳۸۴). ادبیات معاصر ایران. تهران: انتشارات دائره‌المعارف ایران‌شناسی. شابک ۹۶۴-۹۳۹۶۷-۰-۵.
- دستغیب، عبدالعلی (۱۳۷۸). نقد آثار احمد محمود. تهران: معین. شابک ۹۶۴-۵۶۴۳-۵۶-۲.
- روزبه، محمدرضا (۱۳۸۱). ادبیات معاصر ایران (نثر). تهران: نشر روزگار. شابک ۹۶۴-۳۷۴-۰۱۸-۸.
- زنوزی جلالی، فیروز (۱۳۸۷). باران بر زمین سوخته (نقد رمان‌های احمد محمود). تهران: انتشارات تندیس. شابک ۹۷۸-۹۶۴-۶۷۱۱-۵۴-۹.
- سپانلو، محمدعلی (۱۳۷۴). نویسندگان پیشرو ایران. تهران: نشر نگاه. شابک ۹۷۸-۹۶۴-۳۵۱۱-۳۰-۲.
- گلستان، لیلی (۱۳۷۴). حکایت حال، گفتگو با احمد محمود. تهران: مهناز. ص. ۱۷۰. شابک ۹۶۴-۹۰۰۶۴-۷-۸.
- گلشیری، هوشنگ (۱۳۸۸). باغ در باغ. ج. اول. تهران: انتشارات نیلوفر. شابک ۹۷۸-۹۶۴-۴۴۸-۰۹۷-۳.
- محمود (اعطا)، سارک (۱۳۸۴). دیدار با احمد محمود. تهران: معین. شابک ۹۶۴-۷۶۰۳-۳۵-۵.
- محمود، احمد (۱۳۵۳). همسایه‌ها. تهران: امیرکبیر. ص. ۵۰۲.
- مفتاحی، محمد (۱۳۹۴). همسایه با بیگانه‌ها. تهران: روزگار. ص. ۱۸۵ (۲۰۸ نسخه الکترونیک). شابک ۹۷۸-۹۶۴-۳۷۴-۵۱۰-۳.
- میرصادقی، جمال (۱۳۸۲). داستان‌نویسان نام‌آور معاصر ایران. تهران: نشر اشاره. شابک ۹۶۴-۵۷۷۲-۹۸-۲.
- میرصادقی، میمنت (۱۳۸۳). رمان‌های معاصر فارسی. تهران: انتشارات نیلوفر. شابک ۹۶۴-۴۴۸-۲۲۰-۴.
- میرعابدینی، حسن (۱۳۷۷). صدسال داستان‌نویسی در ایران. ج. اول. تهران: چشمه. شابک ۹۶۴-۶۱۹۴-۴۹-۴.
- یاحقی، محمدجعفر (۱۳۷۸). جویبار لحظه‌ها (جریان‌های ادبی معاصر فارسی). تهران: نشر جامی. شابک ۹۷۸-۹۶۴-۵۶۲۰-۹۰-۳.

### مقاله‌ها
- آتش‌سودا، محمدعلی؛ حریری جهرمی، امید (۱۳۸۹). «شخصیت‌پردازی در رمان همسایه‌ها». پژوهش‌های نقد ادبی و سبک‌شناسی. شهرکرد: دانشگاه آزاد واحد شهرکرد (پیش‌شماره ۱): ۲۸–۹. دریافت‌شده در ۲۳ اکتبر ۲۰۱۶ – به واسطهٔ نورمگز.
- آذرنگ، عبدالحسین؛ دهباشی، علی (۱۳۸۰). «نشر و فرهنگ: سلسله گفتگوها پیرامون نشر و فرهنگ (گفتگوی یازدهم با محمدرضا جعفری: امیرکبیر و نشر نو در دوره انتقال)» (PDF). بخارا. تهران (۱۷): ۱۶۶–۱۳۸. دریافت‌شده در ۱۷ اکتبر ۲۰۱۶.
- اجاکیانس، آناهید (۱۳۸۳). «مروری بر آثار احمد محمود (۱)» (PDF). نامه فرهنگستان. تهران (۲۴): ۱۵۸–۱۳۹. دریافت‌شده در ۱۸ اکتبر ۲۰۱۶.
- افضلی، علی؛ قاسمی اصل، زینب (۱۳۹۴). «مطالعه تصویر دهه بیست جنوب ایران در رمان همسایه‌ها» (PDF). فصلنامه ادب فارسی (۱۶): ۱۳۴–۱۱۳. دریافت‌شده در ۲۵ اکتبر ۲۰۱۶.
- ایزدیار، محسن؛ عابدی، الهام (۱۳۹۱). «بررسی تطبیقی رمان «همسایه‌ها» اثر احمد محمود و «دختر رعیت» از دو دیدگاه ساختاری و محتوایی». اندیشه‌های ادبی. مگ‌ایران (۱۲): ۱۵۴–۱۲۹. شاپا 1735-837X. دریافت‌شده در ۲۳ اکتبر ۲۰۱۶. (نیازمند آبونمان)
- باقری، خسرو؛ محمود، احمد (۱۳۸۱). «گفتگویی با احمد محمود». چیستا. تهران (۱۹۴ و ۱۹۵): ۳۲۵–۳۱۱. دریافت‌شده در ۱۷ اکتبر ۲۰۱۶.
- باوی ساجد (۱۳۸۶). «ناگفته‌های یک برداشت ناتمام» (PDF). مجله رودکی. تهران (۲۰): ۱۱۱–۱۱۰. دریافت‌شده در ۲۹ اکتبر ۲۰۱۶.
- بهارلو، محمد (۱۳۸۱). «یاد: احمد محمود نویسنده زمانه و طبقه خود». گلستانه. تهران (۴۴): ۹۳–۹۰.
- تهرانی، صادق (۱۳۸۴). «از نهضت ملی‌شدن نفت تا کودتا». فصلنامه مطالعات تاریخی. تهران (۸): ۴۷–۲۸.
- جعفری (قنواتی)، محمد (۱۳۸۳). «ایران‌شناسی: نفت و بازتاب آن در آثار داستان‌نویسان خوزستانی». فصلنامه مطالعات ملی. تهران (۱۹): ۱۴۸–۱۲۵. دریافت‌شده در ۲۵ اکتبر ۲۰۱۶.
- حیدری، فاطمه؛ فرد، میثم (۱۳۹۳). «خوانش لاکانی امر سیاسی در رمان همسایه‌ها». پژوهش‌های نقد ادبی و سبک‌شناسی. تهران (۷): ۶۶–۴۳. دریافت‌شده در ۱۸ اکتبر ۲۰۱۶.
- خرمشاهی، بهاءالدین (۱۳۵۳). «نقد کتاب». نامه انجمن کتابداران ایران. تهران. هفتم (۳): ۴۵۸–۴۵۶.
- سلیمانی، بلقیس (۱۳۸۱). «در حضور تاریخ». کتاب ماه ادبیات و فلسفه. تهران (۶۳): ۷۱–۶۰.
- شهبازی، آرزو؛ حسینی، مریم (۱۳۹۲). «نقد مارکسیستی رمان همسایه‌ها، احمد محمود» (PDF). همایش پژوهش‌های زبان و ادبیات فارسی (۷): ۴۸۹–۴۷۶. دریافت‌شده در ۲۶ اکتبر ۲۰۱۶.
- شهبازی، آرزو؛ حسینی، مریم؛ عسگری حسنکلو، عسگر (۱۳۹۳). «نقد ساخت‌گرایی تکوینی رمان همسایه‌ها اثر احمد محمود» (PDF). فصلنامه تخصصی مطالعات داستانی. تهران (۳): ۹۱–۶۶. دریافت‌شده در ۱۸ اکتبر ۲۰۱۶.
- طاهراحمدی، محمود (۱۳۸۲). «مصدق، کارگران و حزب توده». گنجینه اسناد. تهران (۴۹ و ۵۰): ۶۵–۵۶.
- طبری، نقی (۱۳۸۰). «گروه‌های کلیدی در نهضت مشروطه و ملی شدن نفت». فصلنامه علوم سیاسی. دانشگاه باقرالعلوم (۱۶): ۲۴۴–۲۲۹. دریافت‌شده در ۲۵ اکتبر ۲۰۱۶.
- عابدینی، مینا (۱۳۹۳). «بازتاب نابرابری اجتماعی و شکاف طبقاتی در دو رمان «همسایه‌ها» احمد محمود و «عمارت یعقوبیان» علا اسوانی». نشریه ادبیات تطبیقی. تهران (۱۱): ۲۲۸–۲۱۱. دریافت‌شده در ۱۸ اکتبر ۲۰۱۶.
- فاضلی، مهبود؛ سادات حسینی، فاطمه (۱۳۹۱). «سنت و مدرنیته در رمان «همسایه‌ها»». پژوهش زبان و ادبیات فارسی. تهران: جهاد دانشگاهی (۲۷): ۱۴۵–۱۳۱. دریافت‌شده در ۲۳ اکتبر ۲۰۱۶.
- کبیری، پوران؛ ترکمانی باراندوزی، وجیهه (۱۳۹۱). «بررسی شخصیت زنان در ۵ رمان احمد محمود». فصلنامه ادبیات فارسی (بهارستان سخن). چالوس: دانشگاه آزاد واحد چالوس (۱۹): ۶۶–۴۱. دریافت‌شده در ۲۵ اکتبر ۲۰۱۶.
- کریمی مهر، سحر (۱۳۸۸). «عصر پنجشنبه‌ها در بخارا: گفت‌وگو با علی‌محمد افغانی (گزارشی از جلسه حضور علی‌محمد افغانی در مجله بخارا)» (PDF). بخارا. تهران (۷۱): ۳۶۹–۳۶۲. دریافت‌شده در ۲۲ اکتبر ۲۰۱۶.
- میاتا، اسامو؛ مدیرشانه‌چی، محسن (۱۳۸۷). «خلیل ملکی در دوران ملی شدن نفت در ایران (۲)». اطلاعات سیاسی–اقتصادی. تهران: اطلاعات (۲۴۷ و ۲۴۸): ۱۴۷–۱۳۸.
- یاوری، حورا (۱۳۸۹). «چه اتفاق مبارکی/ برای سیمین دانشور» (PDF). بخارا. تهران (۷۵): ۲۴۲–۲۴۰. دریافت‌شده در ۲۳ اکتبر ۲۰۱۶.